# Сиина, Ринго
 Ринго Сиина  (яп. 椎名 林檎 Си:на Ринго) — японская певица, поэт-песенник, композитор и музыкант-мультиинструменталист.

 Ринго Сиина описывает себя как Композитор и исполнитель в стиле Синдзюку (яп. 新宿系自作自演屋 Синдзюку-кэй Дзисаку Дзиэн я).

 В списке 100 лучших японских поп-музыкантов, опубликованным HMV, она занимает 36-е место.

## Биография

### Детство и юность
Юмико Сиина родилась в префектуре Сайтама, в семье Котаро Сиины, служащего нефтяной компании, и Акико Сиины, домохозяйки. В младенчестве ей пришлось перенести ряд хирургических операций, так как она родилась с атрезией пищевода. Из-за этих операций у Ринго остались большие шрамы на лопатках. Позже она сказала, что это были удалены крылья ангела.
Отец Ринго любил джаз и классическую музыку. Её мать обучалась в колледже танцам и занималась балетом. Дома была большая коллекция музыки, фортепиано и гитара. Юная девочка тренировалась играть на фортепиано с четырёх лет, с пяти изучала классический балет.
Несмотря на то, что Ринго в детстве была подвижным ребёнком, позже она стала застенчивой и тихой. Её родители помнят её, главным образом, как ребёнка, с которым не возникало проблем, за исключением того, что она не могла долго быть одной, и бросалась в истерики, если у неё не было друга, с которым можно было поиграть.
Позже, из-за работы отца она переехала в префектуру Сидзуока и первые годы учёбы провела там. По той же причине она переехала в префектуру Фукуока, где поступила в среднюю школу. Фукуока стала важным местом для неё, хотя она жила там в течение всего пяти лет. При её дебюте было официально объявлено, что она приехала из Фукуоки, и во время первых интервью она часто говорила на диалекте Фукуоки «Хаката-бэн».
Начав учиться в старшей школе, Ринго поняла, что не сможет стать балериной, и бросила балет. Причиной этому послужило то, что её тело стало менее симметричным, вследствие операции в младенчестве. Также она прекратила играть на фортепиано, и начала слушать более широкий диапазон музыки, чем тот, который слушали её родители. Она была поглощена театральным искусством и хотела быть драматургом или участвовать в постановке представлений. Однажды её преподаватель драмы попросил её добавить музыкальное сопровождение к постановке, и, используя в своих интересах эту возможность, она начала свою музыкальную деятельность. Ринго сформировала группу с её одноклассниками и играла на школьном фестивале. Хотя группа распалась, она начала делать демозаписи, и у неё появилась цель стать профессиональным музыкантом.
В это время знакомый её родителей, который знал о её новой мечте стать певицей, порекомендовал ей пройти прослушивание на «Horipro talent scout caravan of 1994» Общее количество претендентов — в среднем приблизительно 40 000—50 000. Однако они искали не певиц, а нового японского идола. Хотя она прошла в финал национального съезда как представитель Кюсю, она заметила, что она должна была носить купальник. Но она решает, что нужно иметь больше деловых навыков, чтобы стать певицей. Тем не менее, она не выиграла прослушивание.
В выпускных классах она успела поработать приблизительно с 10-ю разными группами, и улучшить свои музыкальные навыки, давая много концертов. В основных группах она была ведущей вокалисткой и гитаристом, в других группах она также играла на клавишных, басу, ударных и других музыкальных инструментах. В то же время она пела и играла на гитаре на улицах Фукуоки (станция Ниситэцу Фукуока Тэдзин и. т.п.)
В 1995 она приняла участие в «The 9th TEENS' MUSIC FESTIVAL», спонсировавшейся корпорацией Yamaha для создания женской группы Marvelous Marbles, в которой Сиина была вокалисткой. Группа выиграла премию поощрения молодых исполнителей.
В то время Ринго была поклонницей инди-рок группы Number Girl. Она начала учиться играть на гитаре под влиянием Хисако Табути, гитаристки Number Girl. Несколько лет спустя Ринго попросила Хисако Табути сыграть на гитаре в записи некоторых её песен и создала группу Hatsuiku Status вместе с Табути. Ахито Инадзава, также ударник Number Girl участвовал в записи её альбома Kalk Samen Kuri no Hana. Кроме того, Сиина участвовала в записи альбома новой группы Zazen Boys, которую создали Инадзава и Сютоку Мукаи, вокалист Number Girl.
В 1996 она заканчивает высшую школу и участвует в «The 5th Music Quest 1996», в то же время работая в пиццерии и фирме по обеспечению безопасности с неполным рабочим днём. Сиина уже получила предложения от нескольких лейблов звукозаписи, но не соглашалась заключать новый контракт до окончания конкурса. Она проходит в финал и выигрывает конкурс c песней «Koko de Kisu shite». Однако, она утверждала, что Yamaha не сможет раскрыть её талант полностью, отказалась от контракта с этим лейблом и подписала контракт с Toshiba EMI.
Так как к тому времени Ринго уже создала достаточно материала для двух альбомов, она предоставила его на собрании по планированию её дебюта. Руководители Toshiba EMI резко критиковали её из-за текстов песен. В 1997 году она уехала в Великобританию. Тексты песен «Tadashii Machi» и «Identity» выражают её чувства в этот период. Через 3 месяца Сиина возвращается в Японию.

### Первоначальная сольная карьера
Первый официальный сингл Ринго Сиины был выпущен в мае 1998, когда ей было 19 лет. Он назывался «Koufukuron». В этом видео Сиина, нося крылья за спиной, ссылается на её шрамы после операций. Сиина была недовольна аранжировкой песни по причине того, что она была очень похожа на её демоверсию. Ринго хотела выпустить «Suberidai», «Keikoku» или «Gips» синглом, но EMI посчитала, что эти песни будут плохо продаваться. После относительного провала «Koufukuron» EMI стало больше считаться с её мнением в этой области.
Ринго выбирает «Kabukicho no Joou» вторым синглом. Она также помогла с созданием клипа, в том числе с выбором места съёмок. Несмотря на небольшие продажи, откровенный текст и мелодия, напоминающая старую японскую поп-музыку, были хорошо восприняты. Ринго посвятила эту песню Рёко Хиросуэ, которая также говорила, что она поклонница творчества Ринго.
Следующим релизом был её дебютный альбом, Muzai Moratorium, вышедший в феврале 1999 года, а затем второй альбом Shouso Strip в марте 2000-го. В марте 2001-го она выпускает единственный сингл, который не был включён ни в один её альбом, Mayonaka wa Jyunketsu вместе с Tokyo Ska Paradise Orchestra. Видео к синглу было выполнено в стиле ретро-аниме, где Ринго представлена как героиня шпионского фильма середины 60-х.
После она делает короткий перерыв, но год спустя возвращается с двухдисковой коллекцией кавер-песен под названием Utaite Myōri.
В возрасте 24 лет Ринго выходит замуж за гитариста Дзюндзи Яёси и рожает сына. 14 месяцев спустя они разводятся. В 2003 она возвращается с альбомом Kalk Semen Kuri no Hana. К окончанию её сольной карьеры она удаляет родинку, ставшую её товарным знаком и выпускает последний сольный сингл «Ringo no Uta» («Песня яблока»), который можно описать как суммирование её карьеры, включая музыкальное видео с отсылками ко всем предыдущим видео.

#### Концерты, концертные туры
1999
«Senkou Ecstasy» (яп. 先攻エクスタシー Экстаз, наступающий первым)
«RISING SUN ROCK FESTIVAL 1999 в EZO»
«Manabiya Ecstasy» (яп. 学舎エクスタシー Школьный Экстаз)
2000
«Gekokujou Xstasy» (яп. 下剋上エクスタシー Экстаз Узурпации)
«Zazen Extasy» (яп. 座禅エクスタシー Экстаз Дзэн-медитации)
2003
«Baishou Ecstasy» (яп. 賣笑エクスタシー Продажный Экстаз)
«Sugoroku Ecstasy» (яп. 雙六エクスタシー Экстаз Сугороку?)

### Tokyo Jihen
31 мая 2004 года Ринго создаёт группу под названием  Tokyo Jihen  (яп. 東京事変 То:кё: Дзихэн). Tokyo Jihen на японском обозначает «Происшествия в Токио» (На английском языке группа использует варианты Tokyo Incidents и Incidents Tokyo) и первые раз были представлены в туре Сиины Sugoroku Ecstasy (на котором и играли) и показаны на её DVD Electric Mole.
Первоначальный состав Tokyo Jihen (названный Phase I):
- Ринго Сиина (яп. 椎名林檎 Си:на Ринго) — вокал, гитара, мелодика и т. д.
- Сэйдзи Камэда (яп. 亀田誠治 Камэда Сэйдзи) — бас-гитара
- Тосики Хата (яп. 刄田綴色 Хата Тосики) — ударные
- Масаюки Хиидзуми (яп. ヒイズミマサユ機 Хиидзуми Масаюки) — клавишные
- Микио Хирама (яп. 平間幹央 (ヒラマミキオ) Хирама Микио) — гитара

В июле 2005, группа объявила, что клавишник Масаюки Хиидзуми и гитарист Микио Хирама оставили Tokyo Jihen, и группа ищет новых участников на их места для записи второго альбома. В сентябре 2005 группа объявила через их сайт, что нашли новых участников. Вскоре после того, Tokyo Jihen объявили, что выпустят второй альбом (записанного с уже новым составом) в январе 2006 и сыграют два концерта в Osaka-Jo Hall в Осаке и Budokan в Токио в феврале 2006.
Текущий состав Tokyo Jihen (Phase II):
- Ринго Сиина (яп. 椎名林檎 Си:на Ринго) — вокал, гитара, мелодика и т. д.
- Сэйдзи Камэда (яп. 亀田誠治 Камэда Сэйдзи) — бас-гитара
- Тосики Хата (яп. 刄田綴色 Хата Тосики) — ударные
- Итиё Идзава (яп. 伊澤一葉 Идзава Итиё:) (настоящее имя — Кэйтаро Идзава (яп. 伊澤啓太郎 Идзава Кэйтаро:)) — клавишные
- Укигумо (яп. 浮雲 Укигумо) (настоящее имя — Рёсукэ Нагаока (яп. 長岡亮介 Нагаока Рё:сукэ)) — гитара

### Возобновление сольной карьеры
В конце 2006 Ринго объявила, что она возобновляет работу как соло-исполнитель в качестве композитора для фильма 2007 года «Сакуран». Этот фильм, основанный на манга Моёко Анно, рассказывает о девушке, которая стала ойран (куртизанкой) в эру Эдо. Были анонсированы выход нового сингла и альбома, вдохновением для которых послужил этот фильм. Хотя Ринго работает самостоятельно, она также попросила помощи скрипача Сайто Неко и группы Soil & "Pimp" Sessions, с которыми она играла и прежде, в записи нового материала. Как «Shiina Ringo×Soil & „Pimp“ Sessions» была выпущена песня Karisome Otome (DEATH JAZZ ver.), которая была доступна для скачивания на iTunes Japan исключительно 11 ноября 2006. Песня быстро поднялась на вершину чартов и оставалась там много дней. Альбом Heisei Fuuzoku, выпущенный 21 февраля 2007 года под именем «Shena Ringo×Saito Neko», изначально планировался как альбом Tokyo Jihen, но идея не осуществилась, так как ударник группы Тосики Хата повредил ногу.
В июне 2007-го по просьбе Кандзабуро Накамуры Сиина пишет часть музыки к пьесе театра кабуки «Саннин Китиса».
После успеха Heisei Fuuzoku, она продолжила работу с Tokyo Jihen над новым альбомом Variety, который вышел 26 сентября 2007 того же года. 2 июля 2008 года выходит Watashi to Houden, компиляция B-sides со всех её сольных синглов в честь десятилетия Ринго как исполнителя на лейбле Toshiba-EMI. Также к десятилетию приурочены несколько её концертов и выпуск бокс-сета MoRA.
В марте 2009-го Ринго Сиина получает премию Изящных искусств от Министерства образования, культуры, спорта, науки и технологии в категории «Поп-культура». После долгого перерыва в сольной карьере выходит в мае выходит сингл «Ariamaru Tomi», а месяц спустя — альбом «Sanmon Gossip».
В декабре выходит сингл Tokyo Jihen «Noudouteki Sanpunkan» к альбому Sports, выпущенного 24 февраля 2010 года. Следующие синглы Sweet Spot (8 Февраля 2010), «Tengoku e Youkoso» и «Dopamint!» (21 и 25 Июля 2010) выходят только цифровом формате.

## Сценический псевдоним «Ринго»
На прослушивании 1996 года, она представилась как Сена Ринго. Ринго обозначает «яблоко» на японском. Она рассказывала, что это было её школьное прозвище, так как она часто краснела перед публикой словно яблоко. Не исключено, что вдохновением для имени послужил ударник The Beatles Ринго Старр. Также это отсылка к мульпликатору Сэнся Ёсида («Сэнся» в данном случае обозначает «Военный Танк»). То есть, оба имени обозначают предмет.

## Дискография

### Сольные альбомы
| Дата Релиза      | Название                                                                                                   |
| ---------------- | --- |
| 24 февраля 1999  | 無罪モラトリアム Muzai Moratorium \| Мудзай Мораториаму (Мораторий по невиновности)                        |
| 31 марта 2000    | 勝訴ストリップ Shouso Strip \| Сёсо Суторипу (Стриптиз по случаю выигранного судебного процесса)           |
| 13 сентября 2000 | 絶頂集 Zecchoushuu \| Дзэттёсю (Сборник-апогей) — трёхдисковый сингл-сет                                   |
| 27 мая 2002      | 唄ひ手冥利 ～其ノ壱～ Utaite Myouri ~Sono Ichi~ \| Утайтэ Мёри ~Соно Ити~ (Певческая удача ~Часть первая~) |
| 23 февраля 2003  | 加爾基 精液 栗ノ花 Kalk Samen Kuri no Hana \| Каруки Заамэн Кури но Хана (Известь, Сперма, Цветок Каштана) |
| 21 февраля 2007  | 平成風俗 Heisei Fuuzoku \| Хэйсэй Фудзоку (Японские манеры / Манеры и обычаи периода Хэйсэй)               |
| 2 июля 2008      | 私と放電 Watashi to Houden \| Ватаси то Ходэн (Я и Электрический заряд) — Сборник хитов / B-Sides          |
| 24 июня 2009     | 三文ゴシップ Sanmon Gossip \| Саммон Госипу (Поверхностные сплетни)                                        |
| 27 мая 2014      | 逆輸入 ～港湾局～ Gyakuyunyū: Kōwankyoku \| Гякуюню: Кованкёку (Реимпорт: управление портов и гаваней)     |
| 5 ноября 2014    | 日出処 Hi Izuru Tokoro \| Хи Идзуру Токоро (Страна Восходящего Солнца)                                     |
| 6 декабря 2017   | 逆輸入〜航空局〜 Gyakuyunyū: Kōkūkyoku \| Гякуюню: Ко:ку:кёку (Реимпорт: бюро гражданской авиации)         |
| 27 мая 2019      | 三毒史 Sandokushi \| Сандокуси (История трёх главных пороков)                                              |
| 13 ноября 2019   | ニュートンの林檎 Nyūton no ringo \| Ню:тон но ринго (Яблоко Ньютона)                                       |

#### с Tokyo Jihen
| Дата релиза      | Название                                                             |
| ---------------- | -------------------------------------------------------------------- |
| 25 Ноября 2004   | 教育 Kyouiku \| Кёику (Обучение)                                     |
| 26 Января 2006   | 大人 Adult (Otona) \| Адурато (Отона) (Взрослый)                     |
| 26 Сентября 2007 | 娯楽(バラエティ) Variety (Goraku) \| Вараэти (Гораку) (Разнообразие) |
| 24 Февраля 2010  | スポーツ Sports \| Супоцу (Спорт)                                    |
| 29 Июня 2011     | 大発見 Daihakken \| Дайхаккэн (Прорыв)                               |